# Aliança (Chile)
A Aliança foi uma coalizão política chilena de centro-direita, existente entre 1989 e 2015. Foi integrada fundamentalmente por dois grandes partidos políticos: a União Democrática Independente (UDI), de ideologia gremialista, e a Renovação Nacional (RN), organização mais tradicionalista, que agrupou tanto setores conservadores como liberais. Em diferentes períodos também incluiu outros partidos, como o Partido Nacional, a União de Centro Centro, o Partido do Sul, ChilePrimero e o Partido Regionalista Independente (PRI). Também fizeram parte da coalizão movimentos políticos como a Evolução Política, que posteriormente se tornaria um partido constituído.
Fundada em 1989 com o nome Democracia e Progresso, adotou diversas denominações durante os anos 1990, até que em 2000 adquiriu o nome Aliança pelo Chile, o qual manteve durante grande parte da década. Foi renomeada entre 2009 e 2012 como Coalizão pela Mudança, durante o único governo desta coalizão — o de Sebastián Piñera —, mas para as eleições de 2013, a UDI e RN adotaram novamente a denominação "Aliança". Em 2015 foi sucedida pela coalizão Chile Vamos.

## História
Formalmente, a Aliança foi constituída no ano de 1999, no entanto a coalizão tem existência oficial desde 10 de agosto de 1989 (data de inscrição do pacto Democracia e Progresso para as eleições daquele ano), enfrentando de forma unificada a transição para a democracia, depois de que o grupo político foi derrotado no plebiscito nacional de 1988, que culminou com o término do Regime Militar do General Augusto Pinochet.

Desde 1989 a coalizão teve as seguintes nomenclaturas:
| Nome                                                           | Anos       | Partidos |
| -------------------------------------------------------------- | ---------- | --- |
| Democracia e Progresso (Democracia y Progreso)                 | 1989-1992  | União Democrática Independente Renovação Nacional                                                                                       |
| Participação e Progresso (Participación y Progreso)            | 1992-1993  | União Democrática Independente Renovação Nacional Partido Nacional                                                                      |
| União pelo Progresso do Chile (Unión por el Progreso de Chile) | 1993-1996  | União Democrática Independente Renovação Nacional Partido Nacional (1993-1994) União de Centro Centro (1993-1994) Partido do Sul (1993) |
| União pelo Chile (Unión por Chile)                             | 1996-1999  | União Democrática Independente Renovação Nacional Partido do Sul (1997)                                                                 |
| Aliança pelo Chile (Alianza por Chile)                         | 1999-2004  | União Democrática Independente Renovação Nacional                                                                                       |
| Aliança (Alianza)                                              | 2004-2009  | União Democrática Independente Renovação Nacional                                                                                       |
| Coalizão pela Mudança (Coalición por el Cambio)                | 2009-2012  | União Democrática Independente Renovação Nacional ChilePrimeiro (2009-2010)                                                             |
| Coalizão (Coalición)                                           | 2012-2013  | União Democrática Independente Renovação Nacional                                                                                       |
| Aliança (Alianza)                                              | 2013-2015  | União Democrática Independente Renovação Nacional Evolução Política                                                                     |
| Chile Vamos                                                    | 2015-atual | União Democrática Independente Renovação Nacional Evolução Política Partido Regionalista Independente                                   |

## Governos
Entre 2010 e 2014 a Aliança governou o país sob o mandato de Sebastián Piñera, militante do partido Renovação Nacional.

### Presidentes da República
| Nome             | Início              | Término             | Cargo                   | Votação   | Votação | Votação   | Votação |
| ---------------- | ------------------- | ------------------- | ----------------------- | --------- | ------- | --------- | ------- |
| Sebastián Piñera | 11 de março de 2010 | 11 de março de 2014 | Presidente da República | 3.056.526 | 44,05%  | 3.582.800 | 51,61%  |

### Campanhas
| Ano  | Ano      | Candidato              | Slogan                                                                                   |
| ---- | -------- | ---------------------- | ---------------------------------------------------------------------------------------- |
| 1989 | 1989     | Hernán Büchi           | Büchi é o homem (Büchi es el hombre)                                                     |
| 1993 | 1993     | Arturo Alessandri Besa | Chile quer mais (Chile quiere más)                                                       |
| 1999 | 1º turno | Joaquín Lavín          | Viva a mudança (Viva el cambio)                                                          |
| 1999 | 2º turno | Joaquín Lavín          | Junte-se à mudança (Súmate al cambio)                                                    |
| 2005 | 1º turno | Joaquín Lavín          | Asas para todos (Alas para todos)                                                        |
| 2005 | 1º turno | Sebastián Piñera       | Com Piñera, pode-se. (Con Piñera, se puede)                                              |
| 2005 | 2º turno | Sebastián Piñera       | Chile quer mais, Piñera é mais presidente (Chile quiere más, Piñera más presidente)      |
| 2009 | 1º turno | Sebastián Piñera       | Assim queremos o Chile. Bem-vindo à mudança. (Así queremos Chile. Bienvenido el Cambio.) |
| 2009 | 2º turno | Sebastián Piñera       | Junte-se à mudança (Súmate al cambio)                                                    |
| 2013 | 1º turno | Evelyn Matthei         | Um sete para o Chile (Un siete para Chile)                                               |
| 2013 | 2º turno | Evelyn Matthei         | Sim, pode-se. (Sí se puede)                                                              |

## Histórico eleitoral

Resultados eleitorais em Chile desde 1989, incluindo eleições municipais, de deputados e presidenciais (em linha pontilhada). A Aliança aparece na cor azul.

### Eleições presidenciais
| Ano       | Candidato(s)           | Votos (%) | Votos (%) | Resultado         |
| Ano       | Candidato(s)           | 1º turno  | 2º turno  | Resultado         |
| --------- | ---------------------- | --------- | --------- | ----------------- |
| 1989      | Hernán Büchi           | 29,40%    | —         | Não eleito        |
| 1993      | Arturo Alessandri Besa | 24,41%    | —         | Não eleito        |
| 1999-2000 | Joaquín Lavín          | 47,51%    | 48,69%    | Não eleito        |
| 2005-2006 | Sebastián Piñera       | 25,41%    | 46,50%    | Não eleito        |
| 2005-2006 | Joaquín Lavín          | 23,22%    | —         | Não eleito        |
| 2009-2010 | Sebastián Piñera       | 44,05%    | 51,61%    | Presidente eleito |
| 2013      | Evelyn Matthei         | 25,01%    | 37,83%    | Não eleita        |

### Eleições parlamentares

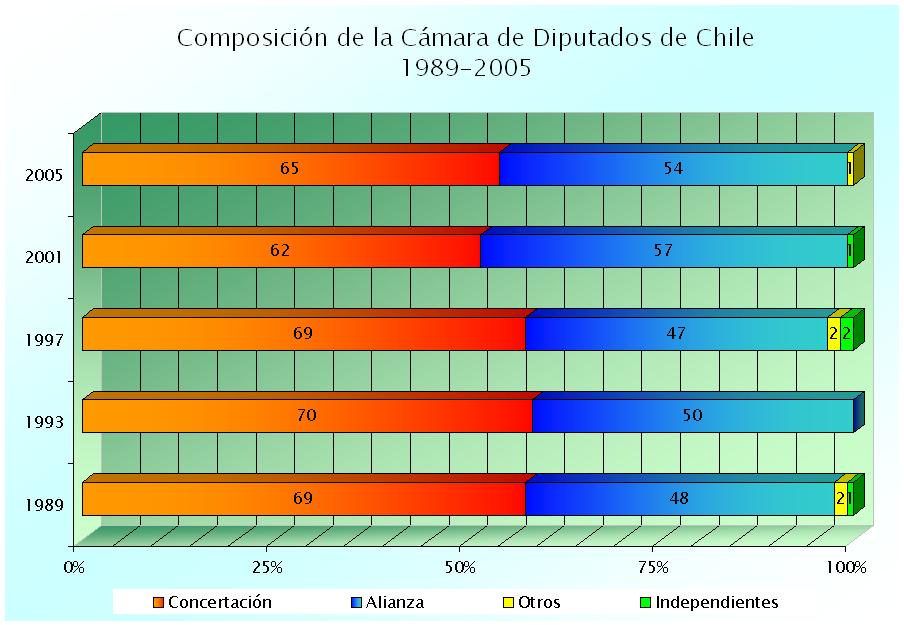
Composição da Câmara de Deputados entre 1989 e 2005.

A Constituição de 1980 contemplava um senado misto, composto de 38 parlamentares eleitos democraticamente através de um sistema binominal, 9 senadores designados, além dos presidentes que tivessem governado por mais de 6 anos, que passariam a ser senadores vitalícios.
O sistema binominal cria uma desproporção que permite, por exemplo, que em 1989 a coalizão Democracia e Progresso eleja, com 35% dos votos, 16 senadores (42% do total de eleitos democraticamente). Esta desproporção é acentuada notavelmente pelo fato de que os senadores designados são partidários do conglomerado de direita, resultando em um total de 25 senadores, que deixam em minoria os 22 eleitos pela Concertação.
A partir de 2005, a figura dos senadores designados e dos senadores vitalícios foi eliminada, ficando o senado limitado aos 38 eleitos democraticamente.
| Eleição | Deputados | Deputados  | Deputados | Senadores | Senadores  | Senadores |
| Eleição | Votos     | % de votos | Cadeiras  | Votos     | % de votos | Cadeiras  |
| ------- | --------- | ---------- | --------- | --------- | ---------- | --------- |
| 1989    | 2 323 581 | 34,18%     | 48 / 120  | 2 370 009 | 34,85%     | 16 / 38   |
| 1993    | 2 471 789 | 36,68%     | 50 / 120  | 699 414   | 37,32%     | 17 / 38   |
| 1997    | 2 101 392 | 36,26%     | 47 / 120  | 1 553 192 | 36,64%     | 18 / 38   |
| 2001    | 2 720 195 | 44,27%     | 57 / 120  | 762 719   | 44,03%     | 18 / 38   |
| 2005    | 2 556 386 | 38,73%     | 54 / 120  | 1 777 110 | 37,25%     | 17 / 38   |
| 2009    | 2 874 674 | 43,45%     | 58 / 120  | 856 593   | 45,19%     | 17 / 38   |
| 2013    | 2 253 781 | 36,23%     | 49 / 120  | 1 715 701 | 38,05%     | 15 / 38   |

### Eleições municipais
| Eleição | Prefeitos | Prefeitos  | Prefeitos | Vereadores | Vereadores | Vereadores  |
| Eleição | Votos     | % de votos | Cadeiras  | Votos      | % de votos | Cadeiras    |
| ------- | --------- | ---------- | --------- | ---------- | ---------- | ----------- |
| 1992    | -         | -          | 62 / 334  | 1 901 815  | 29,67%     | 756 / 1 748 |
| 1996    | -         | -          | 132 / 341 | 2 046 001  | 32,47%     | 770 / 1 789 |
| 2000    | -         | -          | 166 / 341 | 2 612 307  | 40,09%     | 849 / 1 783 |
| 2004    | 2 443 381 | 38,72%     | 104 / 345 | 2 307 046  | 37,68%     | 886 / 2 144 |
| 2008    | 2 586 754 | 40,66%     | 144 / 345 | 2 194 528  | 36,05%     | 861 / 2 146 |
| 2012    | 2 079 073 | 37,51%     | 121 / 345 | 1 755 153  | 32,88%     | 832 / 2 224 |

### Eleições de conselheiros regionais
| Eleição | Votos     | % de votos | Cadeiras  |
| ------- | --------- | ---------- | --------- |
| 2013    | 1 870 069 | 32,30%     | 103 / 278 |

## Logotipos eleitorais
| Eleição                                     | Descrição |
| ------------------------------------------- | --- |
| Parlamentares em 1989                       | Um pictograma de uma pessoa com os braços em alto: o braço esquerdo aponta para cima e a esquerda, enquanto o braço direito aponta à direita.                                       |
| Parlamentares em 1993 Parlamentares em 1997 | Duas montanhas próximas, entre ambas está um sol nascente. |
| Parlamentares em 2001 Parlamentares em 2005 | Duas mãos em aperto simbolizando a aliança política. As mangas de cada mão são de cor preta.                                                                                        |
| Parlamentares em 2009                       | Uma estrela de cinco pontas, uma da cada cor diferente (em sentido horário desde o extremo superior: verde, laranja, celeste, magenta e azul) e o centro da estrela de cor púrpura. |
| Primárias em 2013 Parlamentares em 2013     | O símbolo volta a ser o utilizado entre 2001 e 2005. |

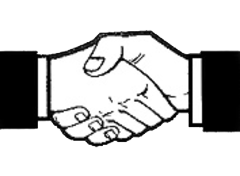
Aliança 2001-2005/2013
Coalizão 2009-2012